# 石頭灘干城福德祠
24°08′25″N 120°41′35″E / 24.140257°N 120.693130°E
石頭灘干城福德祠，是位於臺灣臺中市東區干城、臺中火車站舊鐵道旁的土地祠，乃該里的信仰中心，在臺中市政府欲爭取鐵路地下化時保留下來。

## 歷史沿革

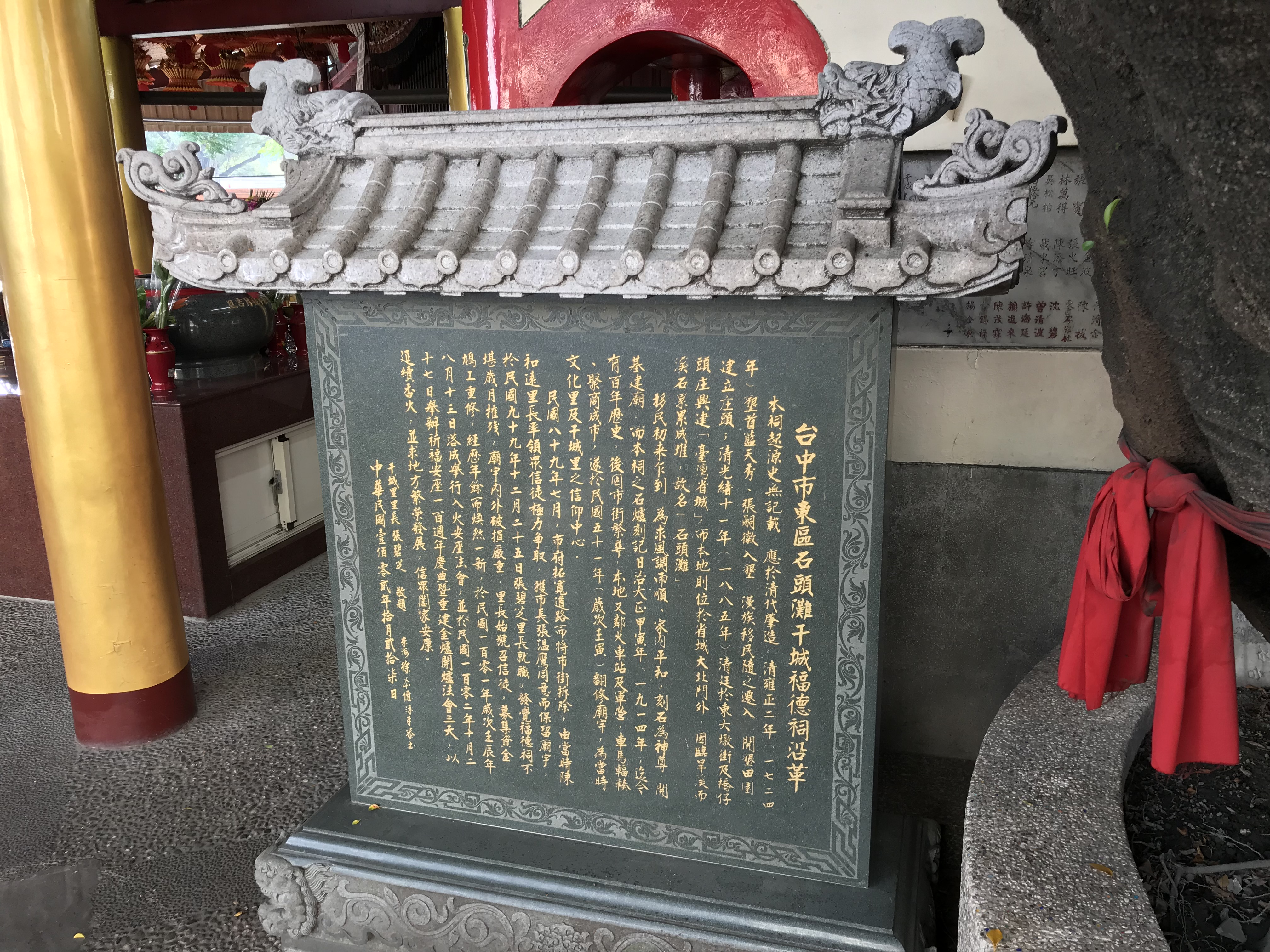
沿革

關於此廟建立緣由，干城里長陳重雄表示，是石頭灘居民在當地一棵老榕樹供奉起一尊石雕土地公神像。里長張碧芝表示，廟應是清代興建，但史無記載，只能以石香爐上有「大正甲寅年」（1914年）權當建廟年。
2000年時，臺中市政府為向中央爭取鐵路地下化，計畫先拆除南京路上的、鐵道旁的文化里與干城里八十多戶為籌碼。市府官員也對土地公請示可否遷廟、移樹，擲筊的結果是若要拓寬道路的話不行，而要鐵路地下化工程，可以。時任文化里里長的陳重雄與干城里長的陳和遠，認為土地公廟是當地里民的信仰中心，近又遇到城隍爺祭，希望能將廟與老榕樹留下。同年7月17日，除此廟外，其餘石頭灘上老街的民宅都已拆除。市府為其完成周圍綠美化工作，並加建涼亭一座。
2013年農曆正月初二，百年神像遭竊變賣。買家在當年2月16日讀到《自由時報》的報導後，於當日送到時任干城里里長的張碧芝的住家。3月2日舉辦安座儀式，並將古香爐收藏起來。
臺中都會區鐵路高架化後，市府規劃將臺中火車站前後共1.6公里的舊鐵道作自行車道。市議員鄭功進建議，將此廟與樂成宮都納入計畫範圍。

## 祭祀活動
信眾相信此廟石頭土地公對尋找失車很靈驗。陳重雄說，常在短短幾天，甚至一天內就找回失車。進化路一名吳姓佛具行老闆娘表示，之前她停在家門的機車一大早遭竊，只能步行外出買菜，路過此廟時沒帶任何供品，僅雙手合十向拜求，沒料到當天下午就在台中建國市場附近找到她被偷的機車。
2013年為慶祝建廟百年，張碧芝號召信徒重修廟身，並首次舉辦遶境活動，總共有一百多人參加。